# Distrito de Cegléd
El distrito de Cegléd (húngaro: Ceglédi járás) es un distrito húngaro perteneciente al condado de Pest.
En 2013 tenía 89 261 habitantes. Su capital es Cegléd.

## Municipios
El distrito tiene 3 ciudades (en negrita) y 9 pueblos (población a 1 de enero de 2013):
- Abony (14 769)
- Albertirsa (12 181)
- Cegléd (36 384) – la capital
- Ceglédbercel (4364)
- Csemő (4166)
- Dánszentmiklós (3103)
- Jászkarajenő (2724)
- Kőröstetétlen (904)
- Mikebuda (681)
- Tápiószőlős (2928)
- Törtel (4383)
- Újszilvás (2674)